# Brodomerkur
Brodomerkur je hrvatska tvrtka sa sjedištem u Splitu, osnovana 30. rujna 1946. godine. Brodomerkur je specijaliziran za prodaju i distribuciju industrijskih proizvoda, tehničke robe i robe široke potrošnje.
Prva je tvrtka u Dalmaciji koja je za područje trgovine i usluga dobila certifikat ISO 9001.
Maloprodajna mreža Brodomerkura prostire se na području Splita, Knina, Šibenika te novootvorenog skladišno prodajnog prostora u Zagrebu. Poslovanje se širi i putem franšiza koje pokrivaju Brač, Imotski, Metković i Vrgorac. Brodomerkur danas zapošljava oko 190 radnika.